# Vikarabad (Distrikt)
Der Distrikt Vikarabad (Telugu వికారాబాదు జిల్లా, Urdu وقار آباد ضلع) ist ein Verwaltungsdistrikt im südindischen Bundesstaat Telangana. Verwaltungssitz ist die Stadt Vikarabad.

## Geographie

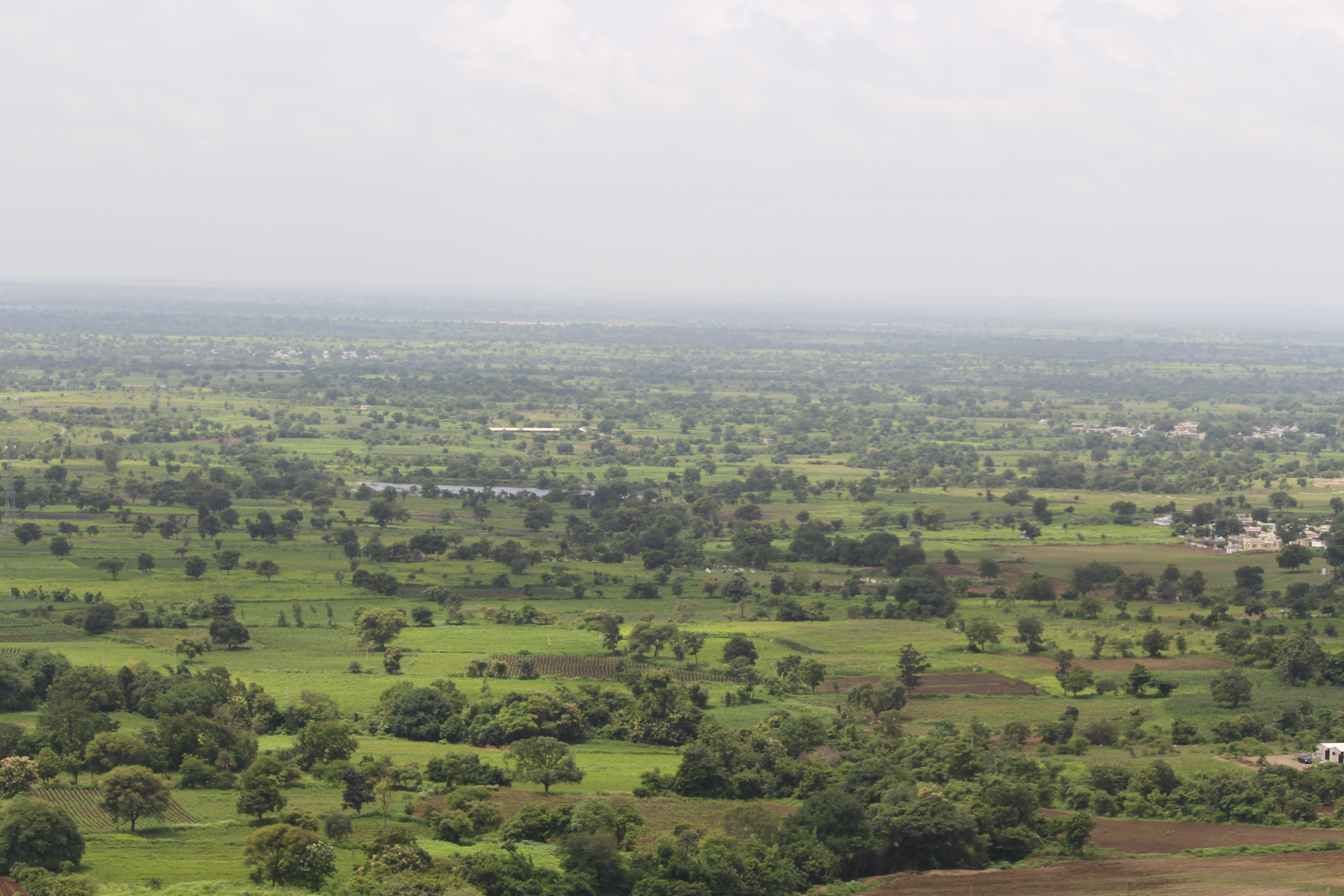
Aufgelockertes Waldgebiet um die Ananthagiri-Berge

Der Distrikt liegt im Westen Telanganas in der Hochebene des Dekkan an der Grenze zum benachbarten Bundesstaat Karnataka. Die Distriktfläche beläuft sich auf 3386 km². Die angrenzenden Distrikte in Telangana sind Sangareddy im Norden, Rangareddy im Osten, sowie Mahabubnagar und Narayanpet im Süden. Im Westen grenzt Wanaparthy an den Distrikt Raichur von Karnataka.

## Geschichte

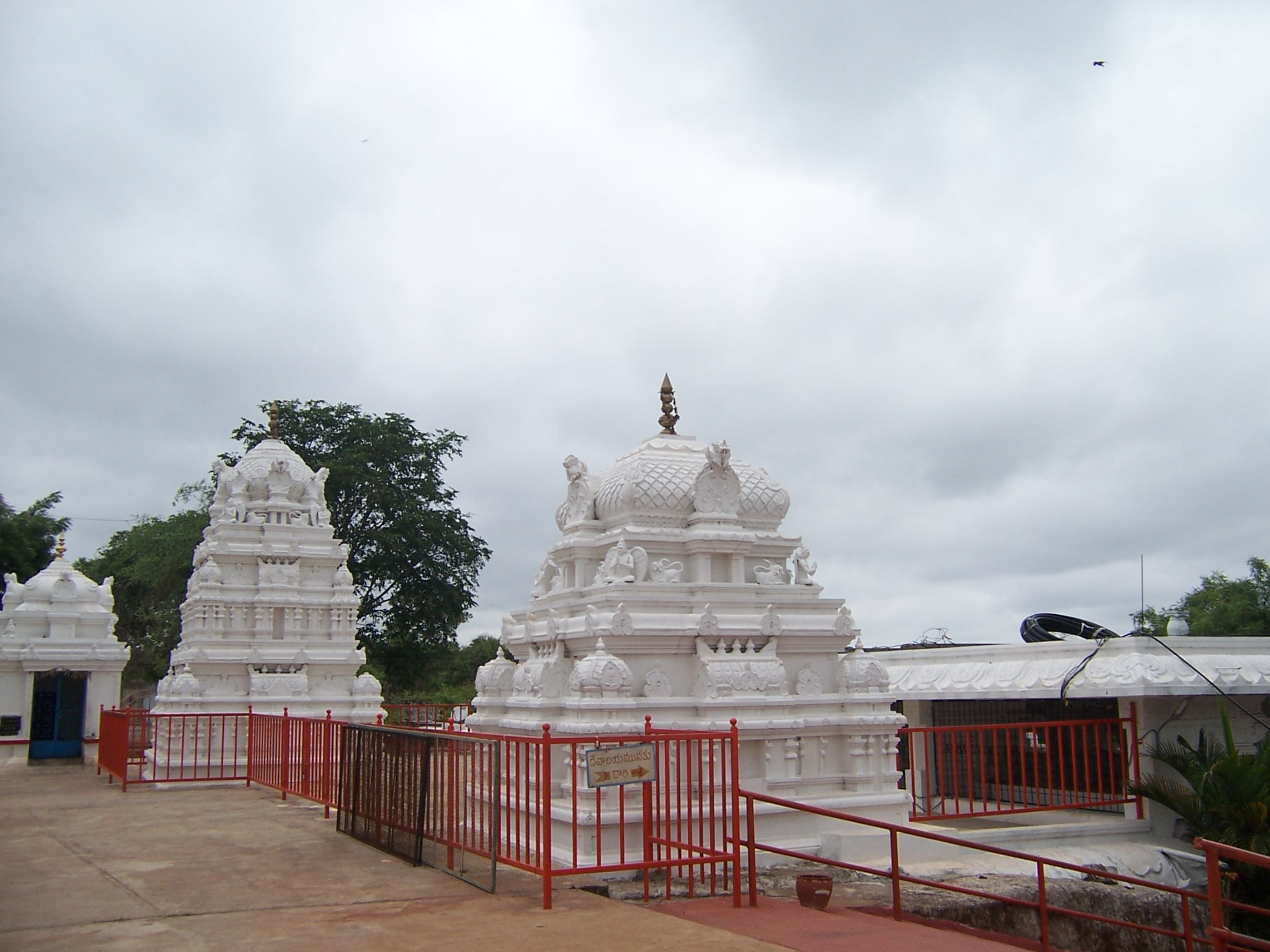
Anantha-Padmanabha-Swamy-Tempelbauten

Seit der Bildung des Staates Hyderabad im Jahr 1726 stand das Gebiet Telanganas unter der Herrschaft der Asaf-Jah-Dynastie, die hier bis zur Annexion Hyderabads durch das unabhängig gewordene Indien im Jahr 1948 herrschte. 1956 wurde der Staat Hyderabad im States Reorganisation Act aufgelöst, und seine Telugu-sprachigen Anteile in den neuen Bundesstaat Andhra Pradesh eingegliedert. 2014 wurde das Gebiet von Telangana ein eigener Bundesstaat. In Telangana wurde am 11. Oktober 2016 eine neue Distrikteinteilung umgesetzt. Es wurden 21 neue Distrikte geschaffen und die alten vorbestehenden zehn Distrikte entsprechend verkleinert. Dabei entstand auch der Distrikt Vikarabad neu aus Teilen der Distrikte Mahbubnagar und Rangareddy.

## Demografie
Bei der Volkszählung 2011 hatte der Distrikt (in den Grenzen ab 2016) 927.140 Einwohner. Die Bevölkerungsdichte lag mit 274 Einwohnern pro km² unter dem Durchschnitt Telanganas (312 Einwohner/km²). Das Geschlechterverhältnis war mit 463.350 Männern auf 463.790 Frauen einigermaßen ausgeglichen. Die Alphabetisierungsrate lag mit 57,91 % (Männer 67,58 %, Frauen 48,32 %) unter dem Durchschnitt Telanganas (66,54 %) und Indiens (74,04 %). Der Urbanisierungsgrad war mit 13,48 % ebenfalls deutlich niedriger als der Durchschnitt Telanganas (38,88 %). 179.730 Personen (19,39 % der Bevölkerung) gehörten zu den scheduled castes und 94.623 (10,21 %) zu den scheduled tribes.

## Wirtschaft
Beim Zensus 2011 wurden 470.152 Personen als arbeitend registriert. Darunter befanden sich 165.202 Bauern (cultivators, 35,14 %) und 191.597 Landarbeiter (agricultural labourers, 40,75 %), 10.727 Personen, die in Heimindustrien (household industries, 2,28 %) arbeiteten und 102.626 sonstige Arbeitende (21,83 %). Für den Ackerbau wurden im Jahr 2020/21 203.752 Hektar (56,6 % der Distriktfläche) genutzt. Die Bewirtschaftung erfolgte überwiegend in Klein- und Kleinstbetrieben. Von den 211.623 Landbesitzern bewirtschafteten 118.473 weniger als einen Hektar Land und 59.028 zwischen ein und zwei Hektar. Angebaut wurden (in abnehmender Fläche) Baumwolle, Straucherbsen (red gram), Mais, verschiedene Gartenbaufrüchte, Reis, Mungbohnen (green gram) Sorghumhirse (jowar), u. a. m. In der Viehzucht wurden hauptsächlich Schafe und Ziegen, und in etwas geringerer Zahl Rinder gehalten.

## Besonderheiten
Ein Besucherziel sind die Ananthagiri-Berge (Ananthagiri Hills), ein hügeliges bewaldetes Gebiet etwa 6 Kilometer östlich von Vikarabad, das auch für die Bewohner des 90 Kilometer entfernten Hyderabad an Wochenenden ein Naherholungsgebiet bietet. In den Bergen findet sich der Anantha-Padmanabha-Swamy-Tempel, ein vielbesuchter Vishnu-Tempel.